# Brachybotrys paridiformis
Brachybotrys paridiformis är en strävbladig växtart som beskrevs av Maximowicz och Oliver. Brachybotrys paridiformis ingår i släktet Brachybotrys och familjen strävbladiga växter. Inga underarter finns listade i Catalogue of Life.